# 香港島專線小巴36X線
香港島專線小巴36X線，由新合興發展營辦，來往鴨脷洲（平瀾街）及銅鑼灣（利園山道），途經香港仔隧道的特快專線小巴服務。

## 歷史
- 1999年2月7日：36號特快班次投入服務。
- 2002年4月20日：36號特快班次正式命名為36X。
- 2011年8月22日：36X的深灣軒特別班次提升至平日星期一至五早上繁忙時間雙向服務，總站從深灣軒延長至鴨脷洲海旁道，並正名為36S。
- 2011年11月1日：36S線提升至星期一至五全日行走。
- 2011年11月28日：36X線及36S線調整車費，全程收費由$8.0加至$8.5，分段收費由$7.5／$5.2／$4.6／$3.5加至$7.8／$5.3／$5.0／$3.9。
- 2011年12月1日：36S線提升至每日全日行走，試行一年。

於南港島綫通車前，由於本路線比主線36線快捷（36線不經香港仔隧道），受到乘客歡迎，因此本線開辦後多次加強服務，最終令36線變成只於繁忙時間行走的路線，反變成輔助本路線。另外由於本路線客量甚高，很快已搶走城巴592巴士乘客，運輸署特別批准營辦商開辦走線與本線相約的居民巴士HR36（36R）線作支援，該居民巴士路線已於2016年初取消。
- 2018年1月28日：港鐵南港島綫通車後，鴨脷洲大街的居民可以透過新的行人通道前往利東站乘搭港鐵，導致此路線客量偏低，乘客寥寥可數，導致所屬路線組別出現嚴重虧蝕，故此36X線及36S線於當日起永久停辦。[1]
- 2018年8月24日：本路線被重新招標[2]

直至於2018年末，新營運商新合興發展宣布接手36X線的服務，新36X線會途經南灣，為南灣的居民提供前往利東站或銅鑼灣站的港鐵接駁服務。路線於2019年4月7日重新投入服務後，會於短期內新增到站時間預報系統服務。
- 2019年9月30日：36X線縮短服務時間，由鴨脷洲開出星期一至五調整至07:00-22:45，星期六、日及公眾假期調整至08:00-22:45。[4]

## 行車路線
36X線
| 1                        | 鴨脷洲（平瀾街）小巴總站        | 平瀾街       |
| 2                        | 惠風街                          | 惠風街       |
| 3                        | 鴨脷洲大街                      | 鴨脷洲大街   |
| 4                        | 百佳超級市場                    | 鴨脷洲大街   |
| 5                        | 鴨脷洲診所                      | 鴨脷洲大街   |
| 6                        | 鴨脷洲中心 （鴨脷洲風之塔公園） | 鴨脷洲大街   |
| 7                        | 利枝道                          | 鴨脷洲橋道   |
| 8                        | 南灣第7座                       | 鴨脷洲海旁道 |
| 9                        | 鴨脷洲徑                        | 鴨脷洲橋道   |
| 鴨脷洲大橋               |                                 |              |
| 10                       | 香港仔工業學校                  | 黃竹坑道     |
| 11                       | 甄沾記大廈                      | 黃竹坑道     |
| 12                       | 創協坊 （前好景大廈）           | 黃竹坑道     |
| 13                       | 前香港仔消防局                  | 黃竹坑道     |
| 14                       | 業興街                          | 黃竹坑道     |
| 15                       | 海洋公園道                      | 黃竹坑道     |
| 16                       | 香港仔隧道收費廣場              | 黃竹坑道     |
| 香港仔隧道、黃泥涌峽天橋 |                                 |              |
| 17                       | 禮頓道                          | 摩利臣山道   |
| 18                       | 禮頓中心                        | 禮頓道       |
| 19                       | 利園山道小巴總站                | 利園山道     |
| 20                       | 紀利華木球會                    | 禮頓道       |
| 21                       | 跑馬地馬場                      | 摩利臣山道   |
| 黃泥涌峽天橋、香港仔隧道 |                                 |              |
| 22                       | 香港仔隧道收費廣場              | 黃竹坑道     |
| 23                       | 黃竹坑遊樂場                    | 黃竹坑道     |
| 24                       | 業興街                          | 黃竹坑道     |
| 25                       | 南朗山道                        | 黃竹坑道     |
| 26                       | 勝利工廠大廈                    | 黃竹坑道     |
| 鴨脷洲大橋               |                                 |              |
| 27                       | 深灣軒                          | 鴨脷洲徑     |
| 28                       | 南灣第7座                       | 鴨脷洲海旁道 |
| 29                       | 金發大廈                        | 利枝道       |
| 30                       | 鴨脷洲中心                      | 鴨脷洲大街   |
| 31                       | 悅海華庭                        | 悅海街       |
| 32                       | 鴨脷洲市政大廈                  | 華庭街       |
| 33                       | 洪聖街                          | 鴨脷洲大街   |
| 34                       | 鴨脷洲（平瀾街）小巴總站        | 平瀾街       |

## 服務時間
| 日期                     | 服務時間    | 班次      |
| ------------------------ | ----------- | --------- |
| 由鴨脷洲（平瀾街）開出   |             |           |
| 星期一至五               | 07:00-22:45 | 15-20分鐘 |
| 星期六、星期日及公眾假期 | 08:00-22:45 | 15-20分鐘 |